# Прапор Бєльців

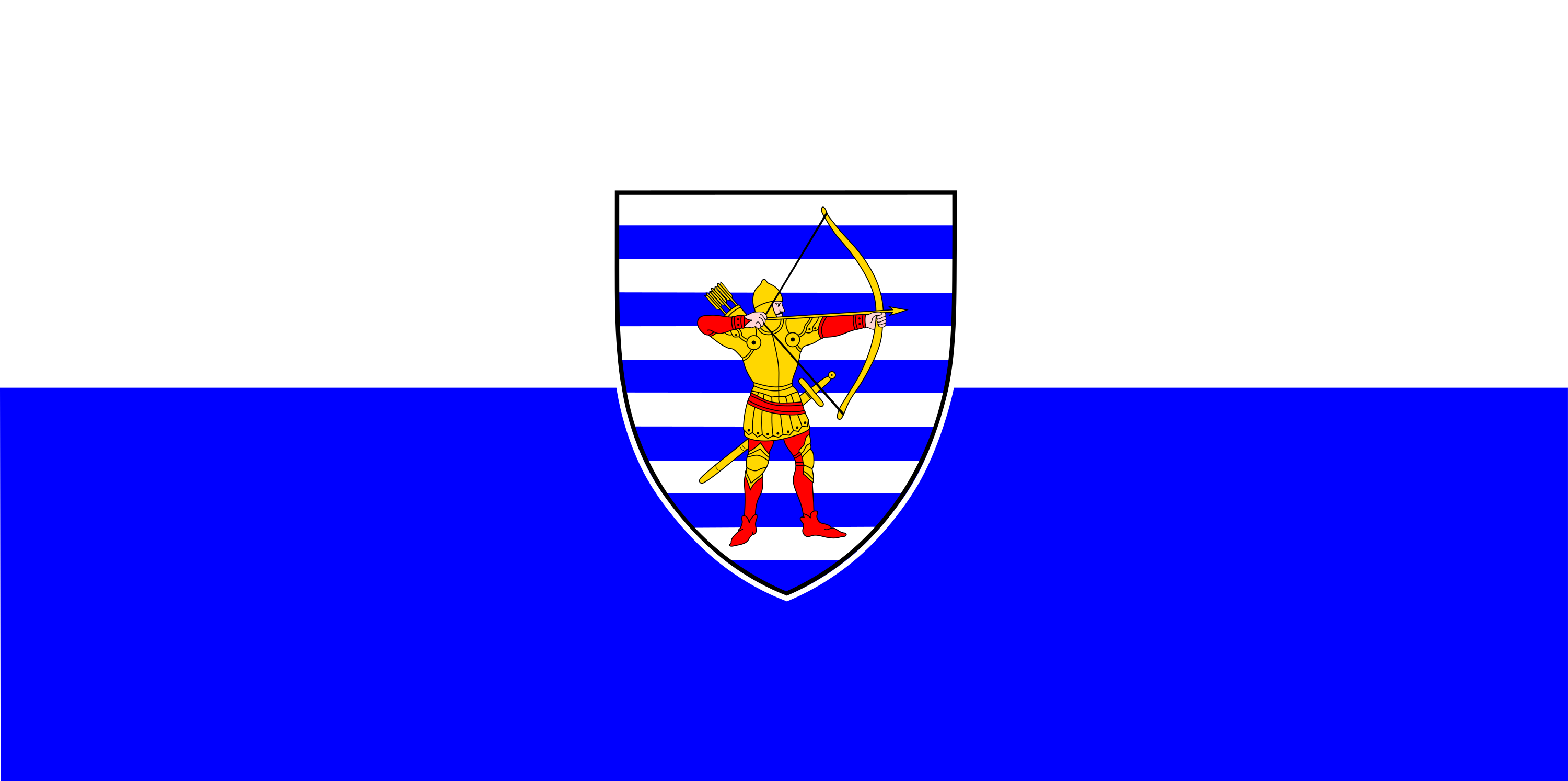

Прапор Бєльців — офіційний символ міста Бєльці затверджений на засіданні Ради муніципія у квітні 2006 року. Проект прапора розроблений членом Державної комісії з геральдики Сільвіу Табаком. 
Прапор являє собою полотно з двох горизонтальних смуг: срібного (верхня) і синього (нижня) кольору. У центрі полотна розташований основний елемент герба — щит із зображенням стрільця.